# Stanley Gerald Thompson
Stanley Gerald Thompson (Los Angeles, 9 marzo 1912 – Berkeley, 16 luglio 1976) è stato un chimico statunitense, noto per essere stato, insieme a Glenn Theodore Seaborg e ad altri collaboratori, lo scopritore di cinque elementi chimici transuranici: Berkelio, Californio, Einsteinio, Fermio e Mendelevio.

## Biografia
Nato a Los Angeles nel 1912, all'età di 13 anni entrò alla David Starr Jordan High School nel quartiere Watts della città, dove fu compagno di classe di Glenn T. Seaborg e si distinse per i suoi successi in chimica. Entrambi entrarono all'UCLA l'autunno successivo al diploma, e lì il giovane Stanley diede i primi segnali delle sue capacità di sperimentatore. Dopo aver conseguito la laurea, iniziò a lavorare presso il Richmond Laboratory della Standard Oil of California.

## Attività di ricerca
Quando Seaborg inizio a lavorare presso il laboratorio di metallurgia dell'Università di Chicago nel 1942, chiese a Thompson di unirsi come chimico al progetto per separare il plutonio dai prodotti di fissione dell'uranio delle prime centrali atomiche. In breve concepì e testò sperimentalmente il processo fosfato di bismuto,  che sarebbe stato lanciato con successo ad Hanford, Washington, due anni dopo, e che avrebbe prodotto abbastanza plutonio da essere spedito al Los Alamos Laboratory di New York, luogo di sviluppo della prima bomba atomica.
In seguito, al Chicago Metallurgy Laboratory, iniziò a sviluppare nuove linee di lavoro che sarebbero servite come base per la sua successiva incorporazione al Radiation Laboratory dell'Università della California - Berkeley dove completò il dottorato in due anni e dove scopri gli elementi transuranici. Di fatto, nel periodo dicembre 1949 - febbraio 1950, guidò un gruppo di ricerca dedicato alla sintesi e all'identificazione di elementi con numero atomico 97 e 98: Berkelio e Californio; e successivamente Einsteinio, Fermio e Mendelevio (rispettivamente con numero atomico 99, 100 e 101). I primi due furono scoperti inaspettatamente nei resti dell'esplosione termonucleare (detta evento "Mike"), avvenuta sull'atollo Eniwetok, nell'Oceano Pacifico, nel novembre 1952.
Con il suo gruppo di ricerca sviluppò anche la tecnica della fluorescenza a raggi X per l'analisi qualitativa e quantitativa. Studiò i processi di fissione e ha partecipò a previsioni sull'esistenza e la stabilità degli elementi superpesanti, nonché alla loro ricerca. Il suo ultimo lavoro riguardava invece i meccanismi di rilassamento nelle reazioni con ioni pesanti utilizzando un acceleratore lineare.
Ricevette una orsa di studio nel 1954 presso il Nobel Institute for Physics di Stoccolma e una borsa di studio simile, nel 1966, presso il Niels Bohr Institute di Copenaghen; e l'American Chemical Society gli conferì nel 1956 l'ACS Award for Nuclear Chemistry for Nuclear Applications in Chemistry. 
Morì di cancro all'età di 64 anni, nel 1976.